# Zawiesista

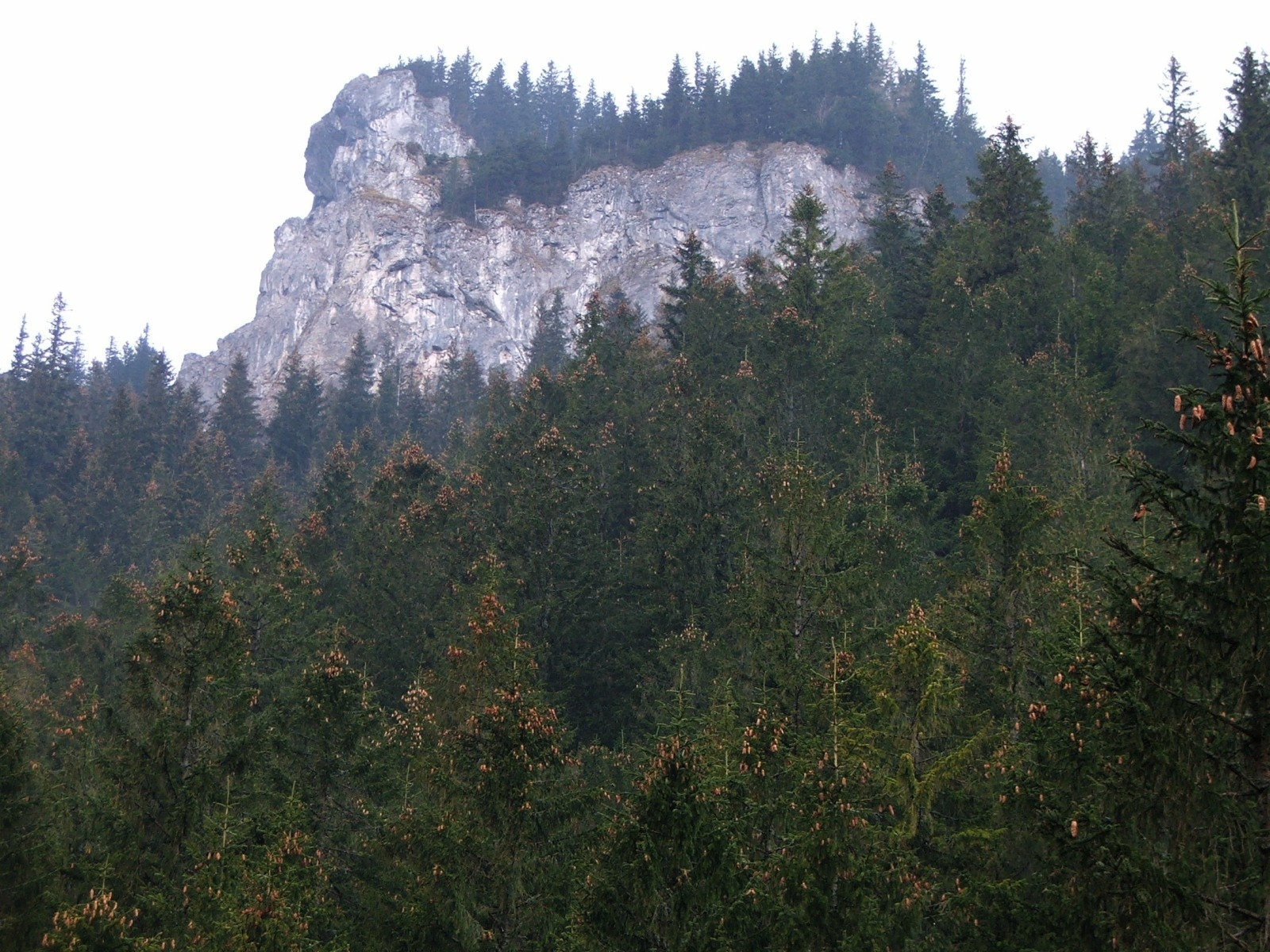
Zawiesista Skała

Zawiesista (lub Zawiesista Skała) – grupa skał w Tatrach Zachodnich o wysokości od 1100 do 1150 m n.p.m. Znajduje się pod koniec wschodniej grani Bobrowca opadającej do Doliny Chochołowskiej na południowy zachód od Wyżniej Bramy Chochołowskiej, zaraz powyżej miejsca, gdzie do Chochołowskiego Potoku wpada Starorobociański Potok.
Na północny wschód od Zawiesistej Skały, wzdłuż Chochołowskiego Potoku, znajduje się turnia Olejarnia, na północny zachód Wielkie Turnie.
W Zawiesistej Skale znajduje się jaskinia Dziura w Zawiesistej. Na północny wschód od niej znajdowało się Schronisko pod Zawiesistą.